# The Donor
The Donor é un film canadese-statunitense del 1995 diretto da Damian Lee.

## Trama
Un uomo di nome Billy Castle dopo una vacanza in montagna con due amici torna a casa con una sconosciuta che non ha mai incontrato. Dopo essersi svegliato scopre che non ha più un rene, infatti è stato asportato.